# ジェレミー・ブラウスティン
ジェレミー・ブラウスティン（英語: Jeremy Saul Blaustein、1966年6月7日 - ）は、アメリカ合衆国の翻訳家である。
ニューヨーク州ロングアイランド出身。アイオワ大学とイリノイ大学にて日本語及びクリエイティブライティングを専攻し、続けてピッツバーグ大学の大学院に進学する。1990年代はコナミコンピューターエンタテインメントの東京本社で就職、その後フリーランスの翻訳家を勤める。
主な翻訳作品はゲームデザイナー・小島秀夫監督のメタルギアソリッド、サイレントヒルシリーズの英訳などが挙げられる。
また、2003年よりポケットモンスターシリーズのアニメ及び劇場作品の翻訳を手掛けている。現在は日本在住。

## 主な翻訳作品
- メタルギアソリッド[3]
- ドラゴンクエストVII エデンの戦士たち[4]
- 幻想水滸伝II
- ヴァルキリープロファイル
- サイレントヒル2
- サイレントヒル3
- サイレントヒル4
- 悪魔城ドラキュラX_月下の夜想曲
- シャドウハーツII
- スナッチャー
- ダーククロニクル
- かまいたちの夜
- ポケットモンスター（アニメ及び劇場作品）
- 筋肉番付シリーズ
- SASUKE